# Wengelsdorf
Wengelsdorf is een plaats en voormalige gemeente in de Duitse deelstaat Saksen-Anhalt en maakt deel uit van de gemeente Weißenfels in de Landkreis Burgenlandkreis.

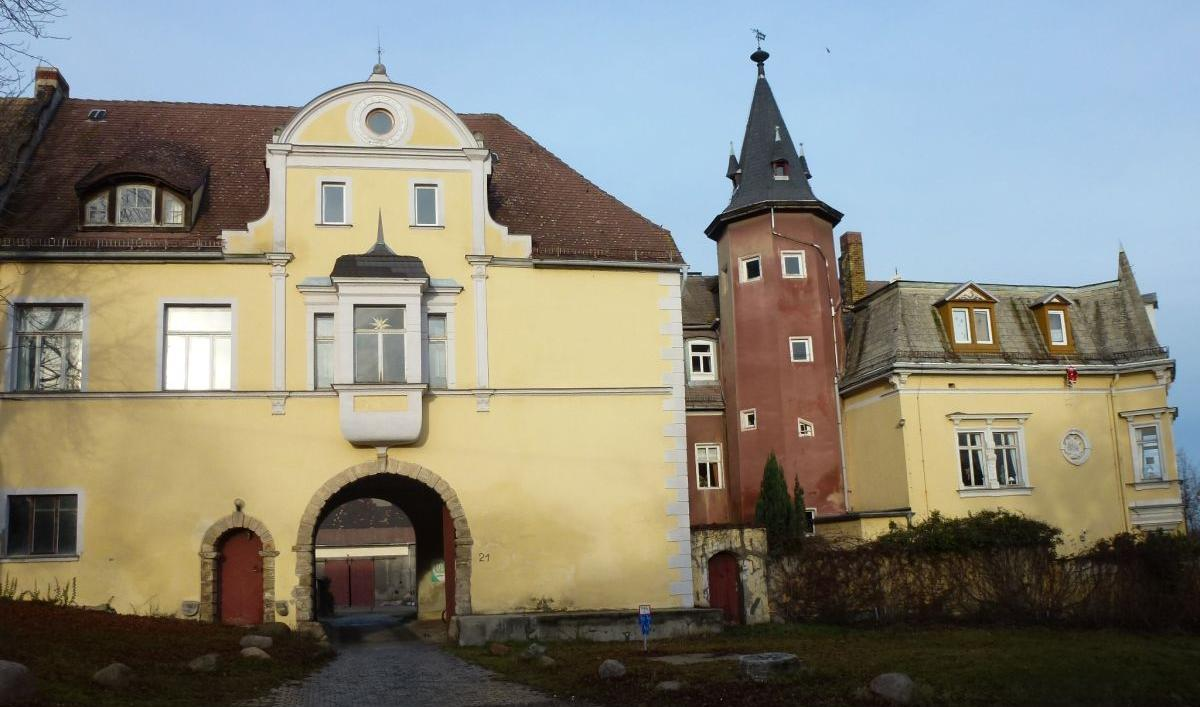
Landgoed Wengelsdorf

Wengelsdorf telt 893 inwoners.